# Victor Leandro Bagy
Victor Leandro Bagy (Santo Anastácio, 1983. január 21. –) vagy egyszerűen Victor brazil labdarúgó, az Atlético Mineiro kapusa.

## Pályafutása

### Klubcsapatbeli pályafutása
Victor a Paulistában kezdte a pályafutását 2001-ben, majd 2003-ban már a felnőtt csapat tagja lett. 2005-ben megnyerte a brazil kupát. 2008-ban a Grêmioba szerződött a Gaúcho bajnokságba. 2012 óta az Atlético Mineiro keretének tagja.

### Pályafutása a válogatottban
2009. május 21-én hívták be először a brazil válogatottba, kerettag volt a 2009-es konföderációs kupán és a 2011-es Copa Américán.

## Eredményei
Csapatbeli eredményei 
- Paulista
- Brazil labdarúgókupa: 2005

 Válogatottbeli eredményei 
- Konföderációs kupa: 2009

 Egyéni eredményei 
- A legjobb kapus a 2008-as brazil bajnokságban - a Brazil labdarúgó-szövetségtől
- A legjobb kapus a 2009-es brazil bajnokságban - a Brazil labdarúgó-szövetségtől